# Atletica leggera ai Giochi della XXVIII Olimpiade - Lancio del giavellotto femminile

Video della Finale (Osleidys Menendez)

Il lancio del giavellotto ha fatto parte del programma di atletica leggera femminile ai Giochi della XXVIII Olimpiade. La competizione si è svolta nei giorni 25 e 27 agosto 2004 allo Stadio Olimpico di Atene.

## Presenze ed assenze delle campionesse in carica
Tutte le prestazioni sono state ottenute con il nuovo attrezzo
| Competizione         | Atleta            | Prestazione | Atene 2004 |
| -------------------- | ----------------- | ----------- | ---------- |
| Olimpiadi 2000       | Trine Hattestad   | 68,91 m     | Rit. 2001  |
| Europei 2002         | Miréla Manjani    | 67,47 m     | Presente   |
| Coppa del mondo 2002 | Osleidys Menéndez | 64,41 m     | Presente   |
| Asiatici 2002        | Lee Young-sun     | 58,87 m     | Non qual.  |
| Mondiali 2003        | Miréla Manjani    | 67,47 m     | Presente   |
|                      |                   |             |            |
| Mondiali junior 2000 | Jarmila Klimešová | 54,82 m     | Presente   |

1. ↑  Sotto la bandiera di Cuba.
2. ↑  Ai mondiali di Edmonton del 2001 Osleidys Menéndez ha stabilito il nuovo record dei Campionati con 69,53 m.

## Risultati

### Turno eliminatorio
La misura di qualificazione è fissata a 61,00 m; undici atlete ottengono la misura richiesta. Viene ripescato il miglior lancio.
La migliore prestazione è di Osleidys Menéndez, con 64,91.

### Finale
| Primatista mondiale  | 71,54 | Osleidys Menéndez | 1º luglio 2001    | Rethymno (Gre) |
| Capolista stagionale | 68,91 | Trine Hattestad   | 30 settembre 2000 | Sydney (Aus)   |

Stadio olimpico, venerdì 27 agosto, ore 20:55.
Al primo turno Osleidys Menéndez, che lancia per decima, spegne le speranze delle altre concorrenti per il podio più alto: con 71,53 m, si porta a solo 1 cm dal record del mondo. Ma dopo questo brillante inizio i fuochi d'artificio finiscono subito e la gara si riduce ai livelli di un meeting.
La stessa cubana, stupita della sua prestazione, nel resto della gara non riesce più ad avvicinare neanche i 69 metri. Le avversarie rimangono su livelli ancora più bassi: Steffi Nerius batte il suo record personale e si aggiudica l'argento con 65,82. Miréla Manjani coglie il bronzo all'ultimo lancio (64,29), scalzando Nikola Brejchová (64,23).
| Pos | Paese     | Atleta               | Misura  |
| --- | --------- | -------------------- | ------- |
|     | Cuba      | Osleidys Menéndez    | 71,53 m |
|     | Germania  | Steffi Nerius        | 65,82 m |
|     | Grecia    | Miréla Manjani       | 64,29 m |
| 4   | Rep. Ceca | Nikola Brejchová     | 64,23 m |
| 5   | Cuba      | Sonia Bisset         | 63,54 m |
| 6   | Bahamas   | Laverne Eve          | 62,77 m |
| 7   | Cuba      | Noraida Bicet        | 62,51 m |
| 8   | Ucraina   | Tetiana Liakhonovych | 61,75 m |

Il margine tra la prima e la seconda classificata, 5,71 metri, è il più ampio nella storia olimpica della specialità.